# 堀切笹美
堀切 笹美（ほりきり ささみ、1975年〈昭和50年〉4月29日 - ）は政治活動家。日本の政治団体、桜井誠が党首を務める日本第一党の党員。

## 経歴
長野県出身。桜井誠が創設した右派系市民グループである在日特権を許さない市民の会に2010年頃から参加し始めたが、2014年11月の桜井誠の退会と共に退会している。
現在は行動する保守運動および日本第一党で活動している。
2016年東京都知事選挙では桜井誠候補の主要スタッフとして活動。
2016年8月13日「反靖国・反天皇・極左キャンドルデモへのカウンター」の現場責任者として指揮を取る。
2017年8月15日「8・15 反日勢力包囲殲滅　反日勢力から日本を守り抜こう！」の現場責任者として指揮を取る。
2018年2月13日、桜井の代理として内閣府、財務省のそれぞれを訪れ、「日韓合意に絶対反対する署名」「日韓通貨スワップに絶対反対する署名」のそれぞれの署名簿を提出した。
2018年8月11日「反靖国・反天皇・極左キャンドルデモへのカウンター」の現場責任者として指揮を取る。
2018年8月15日「8･15 反日勢力包囲殲滅戦　～ 売国奴から日本を守り抜こう！ ～」の現場責任者として指揮を取る。
2019年4月に第19回統一地方選挙の一環として実施された新宿区議会選挙に日本第一党公認、日本国民党推薦候補者として出馬し1129票で落選。
2019年8月10日「キャンドルデモ(反靖国デモ)へのカウンター」の現場責任者として指揮を取る。
2019年8月15日の「反天皇制運動連絡会へのカウンター行動の後に桜井誠を応援する会 の会長に就任した。
2020年東京都知事選挙では、桜井誠候補の後援会長 として選挙運動をサポートした。
2021年10月に実施される第49回衆議院議員総選挙において、日本第一党の比例東京ブロック候補者(名簿順位3位)となる。投開票の結果、同党は議席を獲得できず落選。
2022年夏に実施された第26回参議院議員通常選挙において埼玉県選挙区から日本第一党公認で立候補予定したが、8588票で落選。
2023年4月23日投開票の新宿区議会選挙に、日本第一党公認で立候補し、落選した。

## 選挙歴
| 当落 | 選挙                     | 執行日         | 年齢 | 選挙区           | 政党       | 得票数 | 得票率 | 定数 | 得票順位 /候補者数 | 政党内比例順位 /政党当選者数 |
| ---- | ------------------------ | -------------- | ---- | ---------------- | ---------- | ------ | ------ | ---- | ------------------ | ---------------------------- |
| 落   | 2019年新宿区議会議員選挙 | 2019年4月21日  | 43   | ーー             | 日本第一党 | 1129票 | ーー   | 38   | 44/53              | /                            |
| 落   | 第49回衆議院議員総選挙   | 2021年10月31日 | 46   | 比例東京ブロック | 日本第一党 | ーー票 | ーー   | 17   | /                  | 3/0                          |
| 落   | 第26回参議院議員通常選挙 | 2022年07月10日 | 47   | 埼玉県選挙区     | 日本第一党 | 8588票 | 0.28%  | 4    | 14/15              | /                            |
| 落   | 2023年新宿区議会議員選挙 | 2023年4月23日  | 47   | ーー             | 日本第一党 | 733票  | ーー   | 38   | 48/60              | /                            |